# Собор Різдва Пресвятої Богородиці (Холм)
Собор Різдва Пресвятої Богородиці — пам'ятка християнської сакральної архітектури XVIII століття в місті Холм, Люблінське воєводство, Польща.

## Коротка історія

### Давня катедра
У 1237 році володимиро-галицький князь Данило Романович будує нову столицю своєї держави — Холм. Сюди з Угровеська переноситься місцева катедра, засновується Холмське єпископство. Як головний храм єпископства була зведена велика катедральна церква Богородиці. Вперше церква Пр. Богородиці згадується у “Літописі Руському” під 1253 р. Згоріла під час пожежі міста у 1256 р. У 1260 р. відбудована.
Зберігся досить детальний опис храму тих часів:

“Спорудив він також превелику церкву в городі Холмі на честь пресвятої приснодіви Марії величиною і красою не меншу од тих, що були раніше і прикрасив її пречудовими іконами; приніс він також чашу із землі угорської з багряного мармуру, вирізьблену з дивовижним умінням, – навіть змієві голови були навкруг неї, – і поставив її перед дверима церковними, що їх називають царськими. Зробив він також у ній хрещальню – хрестити воду на свята Богоявления, а блаженний єпископ Іоанн зробив у ній вирізаний з гарного дерева і позолочений усередині та ззовні [ківорій ?], диву подобен”
Храм мав розміри 15×20 метрів, був збудований з червоної цегли-пальцівки, не тинькований, інтер'єр вкривав фресковий живопис, а віконні прорізи оздоблювали вітражі.
Під час археологічних розкопок українськими (під керівництвом Миколи Бевза) і польськими фахівцями, які тривають з квітня 2013 року, на місці старої катедри виявлено 40 могил з XVII століття і (станом на травень 2015) — понад 10 поховань XIII—XIV ст. (зокрема, одне поховання в цегляному саркофагу).
З 1596 року храм слугував греко-католикам.
За владицтва Методія Терлецького, у 1638–1640 роках церква перебудовується у зв'язку з оселенням при катедрі ченців-василіян.
1711 року стараннями єпископа Йосифа Левицького відбувся черговий ремонт катедри, добудовано трансепт.

### Нова катедра

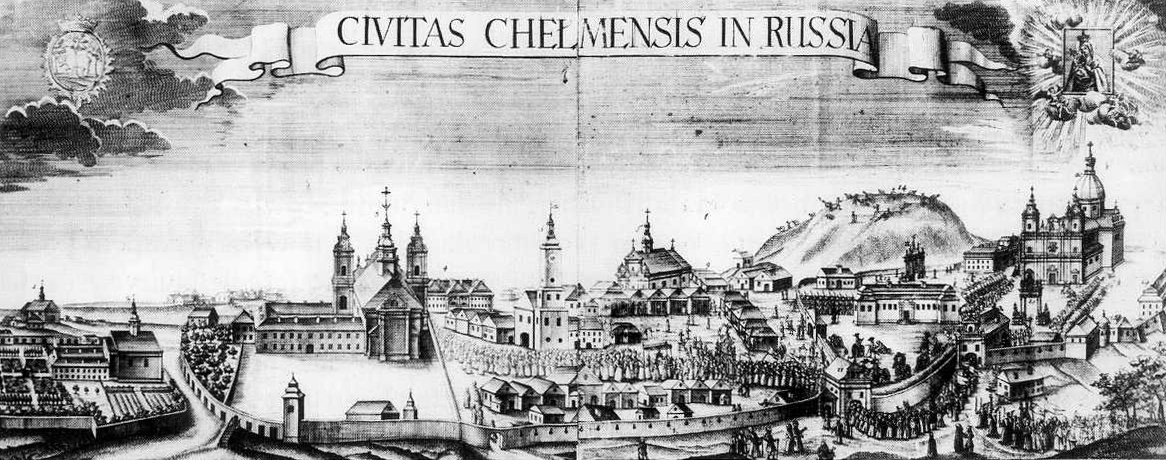
Теодор Раковецький. Процесія з чудотворним образом під час урочистостей з нагоди коронації ікони Холмської Богородиці. 1780 рік.

Єдине джерело, що проливає світло на будівництво нової холмської катедри, виказує дві суперечливі дати початку будівельних робіт — 1735 і 1738 роки. Друга дата має в літературі першість, нібито під 1738 роком єпископ Максиміліан Рилло подає більш розлогу історію перебігу будови. Отримавши від апостольської столиці згоду на коронацію ікони Холмської Богородиці, холмський владика Пилип Володкович, за підтримки довколишньої шляхти, вирішив перебудувати собор, з огляду на його невеликі розміри, старість і небезпеку завалу. Крім навколишньої шляхти, яка згодилася сплачувати добровільний податок на будівництво нової катедри, була також накладена контрибуція на люблінських, холмських і інших жидів. Станом на 1750 рік мулярські праці були закінчені.

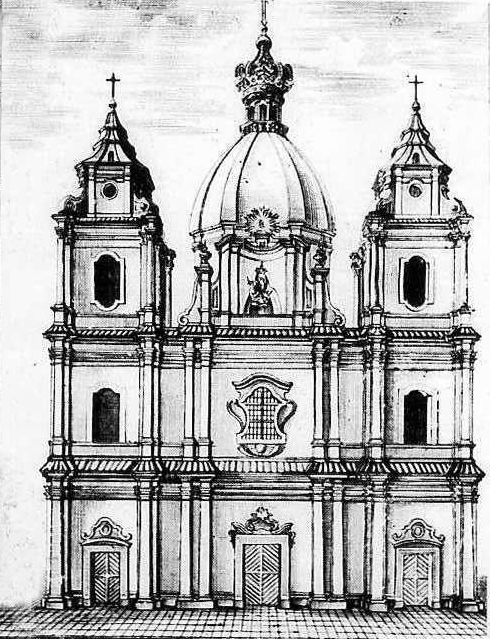
Теодор Раковецький. Фасад Собору Пресвятої Богородиці у Холмі, 1780 р.

Будівництво вів архітектор Томаш Резлер за проектом архітектора Павла Фонтани. Внутрішнє урядження церкви завершене за єпископа Максиміліана Рилла (1756-1786 рр. ). Внутрішні різьблені оздоблення виконав Михайло Філевич (не збереглися). 1756 року новопризначений єпископ Максиміліян Рило опікувався завершенням храмового фасаду, покриттям частини даху черепицею, зведенням дерев'яних хорів, кам'яної підлоги і головного вівтаря. Того ж року до собору урочисто внесли ікону Холмської Богородиці. тоді ж у церкві і місті відбулися урочистості, пов’язані з коронацією чудотворної ікони Холмської Богородиці. У 1802 р. споруда пошкоджена пожежею. Щойно у 1815-1827 та 1837 рр. проведено її ремонт будівничим Леопольдом Сальковським. Тоді ж в церкві встановлено органи. У 1840-х рр. в церкві встановлено іконостас, виготовлений сницером Яном Ліндером і позолотником Фридериком Блікле, з іконами пензля Бонавентури Домбровського. Василиянський монастир, який існував при церкві, ліквідовано указом російського імператора Александра II у 1864 р.

### Міжвоєнна Польща

Демонтаж хрестів катедри після передачі її римо-католикам в рамках акції Ревіндикації, міжвоєнний період.

У 1919 р. церкву відібрано від православних і передано католикам на костел – у 1920-1931 рр. – ордену єзуїтів, а з 1931 р. – парафіяльний. 30 У 1919-1935 рр. проведена ґрунтовна реставрація церкви з наданням їй первісного вигляду (залишений лише чотириколонний портик) за проектом архітектора Конрада Шреттера. При цьому викинено іконостас і знищено весь стінопис. У 1938 р. перебудовано дзвіницю за проектом архітектора Антонія Форкевича, а в церкві за його ж проектом перебудовано хори. 19 травня 1940 р. собор повернено православній церкві і він став катедрою Холмсько-Підляської єпархії митрополита Іларіона, старанням якого здійснено відновлення будівлі. 

### Повернення православним
За сприяння голови УЦК Володимира Кубійовича в квітні 1940 року був повернутий у користування православним. В цей час він став катедрою Холмсько-Підляської єпархії митрополита Іларіона, старанням якого здійснено відновлення будівлі. 

### Сучасність
З серпня 1945 р. – знову парафіяльний костел, ремонтований у 1966 та 1991.

## Архітектурні особливості
Пізньобарокова споруда, зведена в плані латинського хреста, тринавова, з трансептом. Головна нава вдвічі ширша від бічних. Вівтар, розташований зі сходу, півциркульно завершений в плані, з двома прямокутними ризницями по боках. Рамена трансепту, рівноширокого головній наві, мають в плані лучкове завершення. Перетин трансепту і головної нави вінчає восьмибічна баня на восьмигранному світловому барабані. Чільний фасад фланкують дві квадратові в плані вежі. В приміщеннях між вежами розташовані на другому ярусі хори, а на першому – присінок і виходи на вежі в товщі стіни. Під вівтарем і трансептом є крипти з гробами холмських єпископів, а, можливо, і князів. Головна нава, вівтар і трансепт вкриті двосхилими дахами, бічні нави і захристі’ї – односхилими. Головна баня увінчана світловим ліхтарем з маківкою, а вежі завершені бароковими верхами з маківками. Чільний фасад дворівневий, а вежі – трирівневі, дещо висунені. Членований фасад пілястрами на цоколях – у нижньому рівні – тосканськими, а у верхньому – іонійськими, в центрі – парними, а в наріжниках веж – здвоєними. Кожен рівень завершений антаблементом з профільованим ґзимсом. Між вежами на третьому рівні – пізньобароковий фронтон. На фасаді – три входи, обрамовані порталами. По центрі фасаду – чотириколонний портик 1875 р., завершений давніше трикутним фронтоном, а тепер – дерев’яною балюстрадою. Бічні фасади теж членовані пілястрами, подібно як і чільний. Вівтар і рамена трансепту завершені фронтонами, відтвореними у 1932 р. Віконні прорізи – в профільованих обрамуваннях. Барабан головної бані членований здвоєними тосканськими пілястрами. В інтер’єрі поділ на три нави здійснюється трьома парами колон.
Головна нава розкрита в бічні трьома парами півциркульних арок. Стіни головної нави, вівтаря і трансепту членовані коринфськими пілястрами, в трансепті – парними, у вівтарі і наріжниках – здвоєними. В апсиді вівтаря і при вівтарній арці – пристінні коринфські колони на цоколях. Хори опираються на дві висунені коринфські колони і пристінні пілястри. Мурований парапет хорів виконаний у 1938 р. за проектом архітектора Ан-тонія Форкевича. Перехід до восьмибічного барабану на перетині трансепту і головної нави здійснюється з допомогою вітрил. Стіни бічних нав і барабану членовані іонійськими пілястрами, в барабані – здвоєними. Головна нава, трансепт, вівтар і присінок перекриті циліндрично-хрестовими склепіннями з люнетами, бічні нави – хрестовими. Всі склепіння на гуртах. Внутрішній вистрій втрачений. Збереглася лише дарохраниль-ниця 1720-1750-х рр., виготовлена ґданським золотарем В. Йодде, з сценами складання подяки Холмській Богородиці польським королем Яном Казимиром після перемоги під Берестечком у 1651 р.

### Усипальниця
Поховані, зокрема:
- король Данило Романович
- єпископ Порфирій (Скарбек-Важинський)

## Галерея

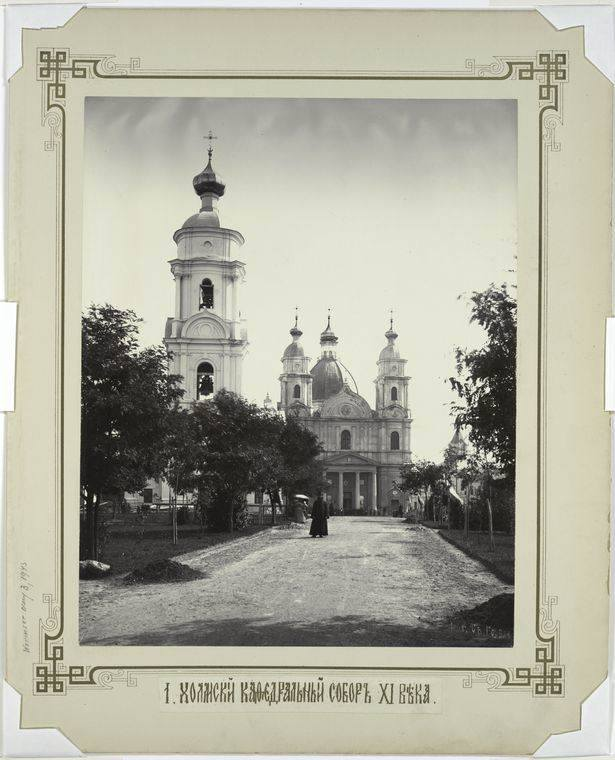
Холм 1891. Кафедральний собор Богородиці і дзвіниця.
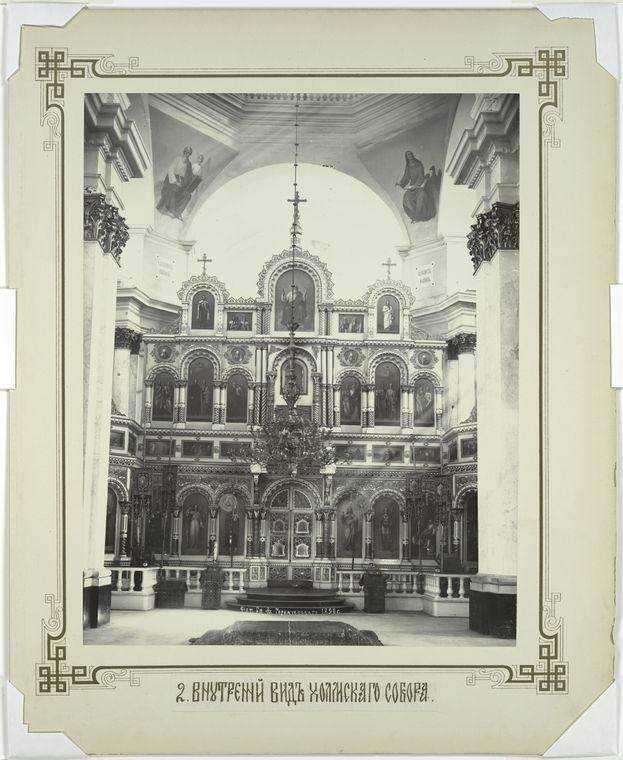
1891. Іконостас Холмського собору Богородиці
Холмський Собор Різдва Пресвятої Богородиці.1917 р.Холмський Собор Різдва Пресвятої Богородиці.1917 р.
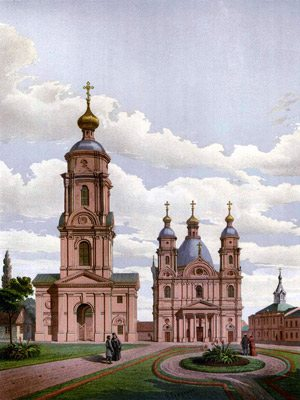
Холмський собор у російській оправі. Хромолітографія 1880-х років.